# Каслтаун (река)
Каслтаун (англ. Castletown River, ирл. Abhainn Chaisleán Dhún Dealgan) — река, преимущественно расположенная в Северной Ирландии, впадающая в Ирландское море в залив Дандалк (на территории Ирландии). Крупнейший город, через который она протекает — Дандолк. Пересекается с трассой N52.
В реке водятся лосось, ручьевая форель, и ее проходная форма морская форель (sea trout).